# Поройно (област Силистра)
 За другото българско село вижте Поройно (Област Търговище).  
Поройно е село в Североизточна България. То се намира в община Дулово, област Силистра.

## География
Поройно е в Лудогорието, намира се на 1,5 км от град Дулово.
Селото наброява 1313 жители (към 2015 г.).

## История
Населението е от турски и ромски произход, за турската част от населението се смята, че са наследници на изселници дошли по тези земи след 1487 г., когато Османците унищожават Караманското царство и изселват членовете му.
До 1942 г. селото се казва Кара-Ямурлар. Буквално преведено името означава: черни дъждове, откъдето впоследствие получава и българското си име.
Направените преброявания през 1881 и 1893 г. дават подробна статистика относно жителите на Кара-Ямурлар.
През 1893 г. в селото е имало 131 домакинства и общо 781 души, от които 384 мъже и 397 жени.
От 1913 г. Поройно попада в границите на Румъния, която тогава окупира Южна Добруджа.
По силата на Крайовската спогодба селото е върнато на България през 1940 г.

## Религии
Микрорегионалната идентичност на населението предполага, че мнозинството изповядва Ислям. Той се ограничава до степента на културно-етническата обредност, а не до крайна ортодоксалност.

## Обществени институции
Начално Училище на селото се казва „Светлина“ и в него се обучават приблизително 60 ученика
Читалището е със самодеен състав и се казва „Христо Ботев“

## Редовни събития
Датата 9 септември е останала като дата празник на селото.

## Кухня
За кухнята е характерно широкото използване на продукти, които могат да се намерят в градината или от отглежданите животни.

## Икономика
Икономически селото е ориентирано аграрно, като основен дял имат пшеницата, царевицата и слънчогледът.
В последното десетилетие е популяризирано и отглеждането на сорт тикви с цел добив на тиквени семки, които се използват за рафиниране на масла за авио-индустрията, а и също като ядки.
Отглеждат се различни сортове тютюн (Вирджиния, Бърлей, Ориенталски).
Поради наличието на голямо количество пасища и мери в района на селото животновъдството също се радва на популярност, като най-разпространени са говедовъдството (черношарена порода), овцевъдството (тънкорунни – вълнодайни породи), а в по-малка част се отглеждат и кози (местна порода и кръстоски със саанската коза).
Разпространено е и овощарството.
Основното предприятие в селото е „Братя Пепеч“ ООД което се занимава с изкупуване и обработка на семена и ядки.

## Транспорт
През него преминава участък от Републикански път IIІ-216, който свързва гр. Дулово с Републикански път IІ-21 (гр. Силистра – гр. Русе).